# 2016년 산파블리토 시장 폭발 사고
2016년 산파블리토 시장 폭발 사고는 2016년 12월 20일 오후 2시 50분경 멕시코 멕시코시티에서 북쪽으로 32km 떨어진 툴테펙에 있는 산파블리토 폭죽 시장에서 발생한 연쇄 폭발 사고이다. 폭발 당시 시장은 크리스마스와 새해를 앞두고 축제용 폭죽을 사려는 쇼핑객으로 붐볐는데, 시장에 있던 폭죽 300t이 연쇄적으로 발화하면서 마치 전쟁에서 폭격을 맞는 것처럼 엄청난 규모의 폭발이 발생하였다. 이 사고로 최소 39명이 숨지고 84명이 다쳤으며, 시장을 비롯한 해당 지역 일대가 심각하게 파괴되었다.